# فريدريك ويلهلم ويبر
فريدريك ويلهلم ويبر (بالألمانية: Friedrich Wilhelm Weber)‏ هو كاتب وشاعر وسياسي ألماني، ولد في 25 ديسمبر 1813 في ألمانيا، وتوفي في 5 أبريل 1894 في نيهايم في ألمانيا. حزبياً، نشط في حزب الوسط. وقد انتخب عضو مجلس النواب البروسي.

## روابط خارجية
- فريدريك ويلهلم ويبر على موقع ميوزك برينز (الإنجليزية)